# Calopadiopsis tayabasensis
Calopadiopsis tayabasensis är en lavart som först beskrevs av Vain., och fick sitt nu gällande namn av Lücking & R. Sant. 2002. Calopadiopsis tayabasensis ingår i släktet Calopadiopsis och familjen Ectolechiaceae.   Inga underarter finns listade i Catalogue of Life.